# オナセムノゲンアベパルボベク
オナセムノゲン アベパルボベク(Onasemnogene abeparvovec)は、脊髄性筋萎縮症の遺伝子治療薬である。かつては、AVXS-101として知られていた。商品名はゾルゲンスマ(Zolgensma)。

## 概要
脊髄性筋萎縮症（SMA）は、SMN1遺伝子に変異が起こり、運動ニューロンの生存に不可欠なSMNタンパク質の量が減ることによる神経筋疾患である。必要なたんぱく質の得られない脊髄性筋萎縮症は、筋肉の萎縮と筋力の低下をきたし、発症が早いほど重篤になりやすく、生後6カ月までに発症する「I型（乳児型）」では、患者の9割以上が生後20カ月までに死亡するか、人工呼吸器なしには生存できない状態となる難病である。
オナセムノゲン アベパルボベク（「ゾルゲンスマ」）は、元のウイルスDNAを除去し、SMN1導入遺伝子とプロモーターを含むAAV9ウイルスのカプシドから構成されるバイオ医薬品である。対象は2歳未満で点滴静脈注射または脊髄内投与を行う。再投与はおこなわない。投与すると、AAV9のベクターがSMN1導入遺伝子を細胞核に運び、そこで導入遺伝子がSMNタンパク質をエンコードし、疾患の根本原因に対処して生命予後と運動機能を改善する。投与されたSMN1遺伝子の運動ニューロンは細胞分裂しないため、長期間安定し、1回の投与で生涯効果が続くと考えられている。I型の脊髄性筋委縮症患者15人を対象に行われた臨床試験では、投与後2年経過しても全員が人工呼吸器による永続的な呼吸補助なしに生存しており、半数以上が支えなしで座れるようになったり、寝返りを打てるようになるなどの運動改善がみられたばかりでなく、一部の患者は自力で立ったり、歩行できる治験者もあった。
フランスの研究者の発見を元にして、アメリカ合衆国の生物工学企業でノバルティスの子会社AveXis社が開発した。製造コストの90%を占める精製工程はスロベニアのBIA Separations社が開発した。アメリカ合衆国では2歳以下の子供の静脈内投与製剤として2019年5月に承認された。1回の投与の費用は212.5万ドルで、2019年時点で最も高価な薬品となった。
日本では2020年2月26日に厚生労働省の専門部会、中央社会保険医療協議会（中医協）総会が国内での製造販売を了承、同年5月13日に1回の投与の費用として1億6,707万7,222円で公的医療保険を適用する方針を決めた。日本国内で投与される薬としては、これまで最高額だった白血病治療薬「キムリア」の1回3,349万円を大きく上回り、国内最高額となる。また、先駆け審査指定制度の対象品目は申請から6カ月程度で承認されるのが通常であるが、「ゾルゲンスマ」の場合はその倍以上の1年4カ月の時間を要した。